# Katie Sandwina
Katie Sandwina, születési nevén Katharina Brumbach (Bécs, 1884. május 6. – New York, 1952. január 21.) osztrák származású cirkuszi erőművésznő.

## Élete és pályafutása
Philippe és Johanna Brumbach cirkuszművészek gyermekeként született, gyerekkorától családjával együtt lépett fel. Hamar kiderült róla, hogy tehetséges erőművész, egyik mutatványában a közönség önkéntes férfi tagjaival birkózott, akik pénzjutalmat kaptak volna, ha legyőzik. Így ismerte meg jövendőbeli férjét, a nála alacsonyabb és kisebb tömegű Max Heymannt is.
Egyszer állítólag legyőzte a híres erőművész Eugen Sandowt is egy súlyemelő bajnokságon New Yorkban, ahol 136 kilogrammot emelt a feje fölé, ami Sandownak nem sikerült. A legenda szerint ekkor vette fel a Sandwina művésznevet.
Sandwina és a férje a Ringling Bros. and Barnum & Bailey Circus cirkusszal járta Amerikát éveken át. Egyik mutatványában egy kézzel emelte a feje fölé és hordozta körbe 74 kilós férjét. Acélrudakat hajlított meg és négy ló sem tudta elvontatni. 129 kilogrammos fej fölé emelése a Guinness Rekordok Könyvébe is bekerült, 1987-ben Karyn Marshall súlyemelőnő döntötte meg elsőként.
Marguerite Martyn újságírónő 1911-ben úgy írta le a mutatványát, hogy Sandwina játszi könnyedséggel pörgette a férjét a feje felett, mintha csak egy lufibaba lett volna a kezében.
A házaspárnak két gyermeke született, Alfred Sandor, aki színész lett, és Theodore Sandwina, aki egy ideig bokszoló volt. Visszavonulása után férjével egy kocsmát üzemeltetett. Itt többször is szórakoztatták a vendégeket apróbb mutatványokkal.

## Fordítás
- Ez a szócikk részben vagy egészben  a   Katie Sandwina című angol Wikipédia-szócikk fordításán alapul.  Az eredeti cikk szerkesztőit annak laptörténete sorolja fel. Ez a jelzés csupán a megfogalmazás eredetét és a szerzői jogokat jelzi, nem szolgál a cikkben szereplő információk forrásmegjelöléseként.